# Gmina Bellair

Położenie Gminy Bellair w hrabstwie Appanoose

Gmina Bellair (ang. Bellair Township) – gmina w USA, w stanie Iowa, w hrabstwie Appanoose. Według danych z 2000 roku gmina miała 600 mieszkańców.